# Рейны из Кастамере
«Рейны из Кастамере» (англ. The Rains of Castamere, дословно: «Дожди в Кастамере») — девятый эпизод третьего сезона драматического фэнтезийного сериала канала HBO «Игра престолов» и 29-й во всём сериале. Сценарий к эпизоду написали исполнительные продюсеры Дэвид Бениофф и Д. Б. Уайсс, а режиссёром стал Дэвид Наттер. Премьера состоялась 2 июня 2013 года.
Основные события эпизода разворачиваются на свадьбе Эдмура Талли и Рослин Фрей. Это один из ключевых моментов серии книг, известный как «Красная свадьба», в ходе которой трагически погибает несколько персонажей. Другие сюжетные линии включают разделение группы Брана Старка, проверку верности Джона Сноу и план вторжения Дейенерис в Юнкай.
За этот эпизод Дэвид Бениофф и Д. Б. Уайсс были номинированы на премию «Эмми» за лучший сценарий к драматическому сериалу.

## Сюжет

### На Севере
К Северу от Стены Сэм (Джон Брэдли) и Лилли (Ханна Мюррей) продолжают свой путь на юг. Сэм говорит Лилли, что планирует пересечь Стену через проход Твердыни ночи, заброшенного замка вдоль Стены.
К Югу от Стены Бран (Айзек Хэмпстед-Райт) и его группа находят убежище в заброшенной мельнице. Неподалёку Джон (Кит Харингтон) и группа одичалых нападают на дом пожилого коневода, забирая его лошадей и золото, а сам старик сбегает. Находясь на заброшенной мельнице, Бран и Жойен Рид (Томас Броди Сангстер) обсуждают планы пересечения Стены, когда Мира (Элли Кендрик) замечает пожилого коневода, скачущего от погони. Когда одичалые захватывают старика, Ходор (Кристиан Нэрн), напуганный громом, начинает кричать. Испугавшись, что Ходор криком может выдать их место укрытия, Бран, используя свои способности варга, проникает в сознание Ходора и отключает его.
Тем временем снаружи мельницы Тормунд (Кристофер Хивью) готовится убить старика, но Орелл (Маккензи Крук) предлагает это сделать Джону, чтобы он доказал свою верность. Джон, в итоге, не смог убить невинного человека, и старика убивает выстрелом из лука Игритт (Роуз Лесли). Тормунд приказывает своим людям убить Джона, но ему удаётся победить их. Игритт бросается на защиту Джона, но он отталкивает её, позволяя Тормунду удерживать её. Таким образом, он спасает её от одичалых, а сам вступает в схватку с Ореллом. Бран проникает внутрь сознания своего лютоволка Лето и помогает Джону справиться с одичалыми. Джон убивает Орелла, вскакивает на коня и, оставив Игритт с одичалыми, скачет к Стене. Ночью Бран просит Ошу (Наталия Тена) отвести Рикона (Арт Паркинсон) в замок семьи Амбер Последний Очаг, затем они расстаются друг с другом.

### За Узким морем
Планируя вторжение в Юнкай, Даарио (Эд Скрейн) говорит Дейенерис (Эмилия Кларк) и её рыцарям о задних воротах города, через которые они могут проникнуть, чтобы открыть главные ворота для её армии. Сир Джорах (Иэн Глен) сначала не доверяет плану Даарио, но когда Дейенерис спрашивает мнение Серого Червя (Джейкоб Андерсон), который одобряет его, Джорах соглашается с планом. Когда наступает ночь, Даарио, Джорах и Серый Червь пробираются к воротам. Даарио проходит через ворота как командир Младших Сынов, после чего подаёт сигнал Джораху и Серому Червю следовать за ним. Они подвергаются нападению группы солдат-рабов Юнкая и, несмотря на численное превосходство врагов, им удаётся убить их и выполнить миссию. Группа возвращается к Дейенерис с сообщением, что город теперь под её контролем.

### В Близнецах
Роб (Ричард Мэдден), Король Севера, советуется со своей матерью Кейтилин (Мишель Фэйрли) о предстоящем союзе с лордом Уолдером Фреем (Дэвид Брэдли) и плане нападения на родной замок Ланнистеров Утёс Кастерли. Воинство Старков прибывает в родовой замок Фреев Близнецы, где им дают хлеб с солью (символ «права гостя»: гарантия безопасности, когда они находятся под крышей другого лорда). Робб приносит свои извинения Уолдеру Фрею и его дочерям. Уолдер принимает извинения и настаивает на том, чтобы ему представили Талису (Уна Чаплин), ради которой Робб нарушил свою клятву. Где-то неподалеку от замка Арья (Мэйси Уильямс), всё ещё пленница Сандора Клигана (Рори Макканн), движется к Близнецам, чтобы встретиться со своими матерью и братом. Когда они натыкаются на торговца с телегой, Клиган вырубает его и готовится убить, но Арья отговаривает его от этого. Они крадут телегу с едой и направляются к замку Близнецы.
Лорд Уолдер ведёт свою дочь Рослин (Александра Доулинг) к алтарю, к её будущему мужу Эдмуру Талли (Тобайас Мензис), который приятно удивлён её красотой. Вскоре после его женитьбы начинается празднование. Во время пира Уолдер созывает постельную церемонию, и новобрачных отводят в их покои. После их ухода Лотар Фрей (Том Брук) запирает двери банкетного зала, а барды начинают играть «Рейны из Кастамере», песню Ланнистеров, что вызывает подозрения у Кейтилин. Тем временем Пёс и Арья прибывают к замку, притворяясь, что везут на телеге еду для свадьбы. Их отгоняют от ворот, но Арья пробирается внутрь.
Кейтилин понимает, что их предали, когда обнаруживает кольчугу под одеждой Русе Болтона (Майкл Макэлхаттон). Уолдер подаёт своим людям сигнал атаковать людей Старков, а Кейтилин пытается предупредить Робба, но он не успевает среагировать, и Лотар несколько раз бьёт Талису ножом в утробу, убивая её и её неродившегося ребёнка. Когда Робб пытается достать свой меч, в него стреляют из арбалетов, и начинается резня его знаменосцев. 
Арья, пробравшаяся через ворота, видит, как люди Фрея убивают солдат Старка и лютоволка Робба, Серого Ветра. Её спасает Пёс, оглушив ударом, и выносит из замка. Раненная стрелой Кейтилин хватает и удерживает молодую жену Уолдера, Жойез (Келли Лонг), требуя, чтобы Роббу разрешили уйти. Уолдер отказывается, и Русе Болтон вонзает в сердце Робба нож, произнеся при этом «Наилучшие пожелания от Ланнистеров», послание Джейме из Харренхола. Кейтилин кричит и в ответ убивает Жойез, после чего сын Фрея, Чёрный Уолдер (Тим Плестер), перерезает горло Кейтилин.

## Съёмки

### Сценарий
Сценарий к «Рейнам из Кастамере» написали исполнительные продюсеры Дэвид Бениофф и Д. Б. Уайсс. Сценарий основан на оригинальной работе Джорджа Р. Р. Мартина в романе «Буря мечей». Эпизод адаптирует содержимое глав с 41 по 43 и с 50 по 53 (Бран III, Джон V, Дейенерис IV, Кейтилин VI, Арья X, Кейтилин VII и Арья XI).
Эпизод включает в себя один из самых важных сюжетных поворотов сериала: предательство и убийство сил Старков во время свадебной церемонии, которая стала известна как «Красная свадьба». Событие завершается передачей от Русе Болтона послания от Джейме Ланнистера из серии «Медведь и прекрасная дева», прежде чем он убивает Робба. Этот трагический поворот событий оказал глубокое влияние на Бениоффа и Уайсса во время их первого чтения книг и убедил их попытаться получить права на телесериал.
Джордж Р. Р. Мартин задумал «Красную свадьбу» на самых ранних этапах планирования его саги, когда он предусматривал трилогию с «Красной свадьбой» как одно из самых кульминационных событий в конце первой из трёх книг. Мартин был вдохновлён парой событий из шотландской истории. Одним из них было историческое событие XV века, известное как «Чёрный обед», когда шотландский король пригласил вождей могучего клана Дугласов на пир в Эдинбургском замке. Голова чёрного быка, символ смерти, была подана в качестве последнего блюда обеда, в то время как один барабан играл на заднем плане, и Дугласов убили. Другим событием, вдохновившим Мартина на такой сюжетный ход, была Резня в Гленко 1692 года, когда клан МакДональд гостил у клана Кэмпбелла, который за ночь убил 38 человек из числа гостей.
Мартин сказал, что «Красная свадьба» была самой трудной вещью, которую он когда-либо писал. Он объяснил, что всегда пытается поставить себя на место персонажей, когда он пишет с их точек зрения и разрабатывает связи с ними. Он даже чувствовал привязанность к второстепенным персонажам, которых убили во время резни. Это было так больно для него, что он пропустил эту главу и продолжил писать следующие, а когда оставшиеся детали книги были дописаны, он «заставил себя» вернуться к этой страшной сцене. В 2012 году, на ComicCon, он даже пошутил, что «он посетит любую страну без телевидения, когда эпизод выйдет в эфир».
Мартин также рассказал, что он убил Робба затем, чтобы у аудитории не сложилось мнение, что эта история о наследнике Неда Старка, который мстит за его смерть, и пожелал, чтобы зрители продолжили строить догадки. Позже он предположил, что Талиса, чей прообраз, Джейн Вэстерлинг, не был убит в книгах, умерла, чтобы наследник Робба не смог отомстить за его смерть.

### Кастинг
Уилл Чемпион, барабанщик и бэк-вокалист группы Coldplay, появился в роли камео как один из музыкантов, которые играют на свадьбе.

## Критика

### Рейтинги
«Рейны из Кастамере» посмотрели 5.22 миллиона зрителей, а рейтинг составил 2.8 среди взрослых от 18 до 49 лет. Второй показ собрал аудиторию 1.08 миллиона людей, доведя её в общей сложности до 6.3 миллиона. В Великобритании эпизод посмотрели 1.013 миллиона зрителей, что стало самой рейтинговой телепередачей недели. Повтор эпизода также посмотрели 0.112 миллиона зрителей.

### Реакция критиков
Эпизод получил широкое признание со стороны критиков и был отмечен как один из лучших эпизодов. Большинство комментариев было направлено на сцену резни в конце эпизода, где была особенно отмечена игра Мишель Фэйрли, что привело к разочарованию многих критиков, когда актриса не была номинирована на премию «Эмми» за лучшую женскую роль второго плана в драматическом сериале на 65-й церемонии вручения премии.
Мэтт Файлер из IGN дал эпизоду лучшую оценку 10/10, назвав его «…изысканно ужасным событием, которое смогло затмить непредсказуемую и шокирующую смерть Неда Старка в 1-м сезоне». Фаулер также сказал, что считает, что описание «Красной свадьбы» в эпизоде было более сильным, чем его описание в «Песни Льда и Огня». В своём обзоре для The A.V. Club и Дэвид Симс, и Тодд Вандерверфф дали эпизоду оценку «A». Симс (делая обзор для людей, которые не читали романы) выразил шок от смерти нескольких главных персонажей, написав: «Я не думаю, что действительно осознал, что я только посмотрел». Вандерверфф, который обозревает эпизоды для людей, которые читали романы, написал: «Если [читатель] ужасно не хочет иметь дело с мыслью о смерти Кейтилин и Робба, хорошо, он или она могут читать это чуть быстрее. Или он или она могут читать это гораздо более медленно, если они хотят прочувствовать эмоции полнее. По телевизору, вы не можете сделать это по-настоящему». Эрик Каин, делая обзор для «Forbes», назвал эпизод «одним из самых лучших эпизодов тёмной драмы HBO на данный момент» и отметил, что «было более глубокое чувство трагедии, когда знаешь, что [Робб] также потерял своего не рождённого ребёнка». Шон Коллинз из Rolling Stone также оценил эпизод и прокомментировал необычный шаг, который сделало шоу, чтобы прекратить один из центральных конфликтов. Сара Хьюз из «The Guardian» выделила решение сценаристов убить Талису, написав, что её «душераздирающий конец был невыносимым».

### Зрительский приём
Эпизод был также отмечен за напряжённую и эмоциональную реакцию, которую он получил от зрителей, многие из которых не подозревали о том, что произойдёт, и их реакция была снята людьми, которые прочитали книгу, на которой он был основан. Это заставило Джорджа Р. Р. Мартина самостоятельно проанализировать реакцию, которая, как он сказал, совпадала с реакцией, которую он получил от читателей «Бури Мечей».

### Награды
Эпизод был номинирован на премию «Эмми» за лучший сценарий к драматическому сериалу на 65-й церемонии вручения премии. Эпизод также выиграл премию «Хьюго» за лучшую постановку в малой форме.

### Награды и номинации
| Год  | Награда                       | Категория                                                            | Номинант(ы)                               | Результат |
| ---- | ----------------------------- | -------------------------------------------------------------------- | ----------------------------------------- | --------- |
| 2013 | Прайм-тайм премия «Эмми»      | Лучший сценарий драматического сериала                               | Дэвид Бениофф и Д. Б. Уайсс               | Номинация |
| 2013 | Творческая премия «Эмми»      | Лучший монтаж драматического сериала                                 | Орал Отти                                 | Номинация |
| 2013 | IGN Awards                    | Лучший телеэпизод                                                    |                                           | Номинация |
| 2014 | American Cinema Editors       | Лучший монтаж в серии телесериала                                    | Орал Норри Отти                           | Номинация |
| 2014 | Премия Гильдии режиссёров США | Драматический сериал                                                 | Дэвид Наттер                              | Номинация |
| 2014 | Golden Reel Awards            | Лучший монтаж звука — краткая форма диалога на телевидении           | Джед Додж                                 | Победа    |
| 2014 | Golden Reel Awards            | Лучший монтаж звука — краткая форма музыки на телевидении            | Дэвид Клоц                                | Победа    |
| 2014 | Golden Reel Awards            | Лучший монтаж звука — краткая форма звуковых эффектов на телевидении | Тим Киммел                                | Номинация |
| 2014 | Хьюго                         | Лучшая постановка, краткая форма                                     | Дэвид Бениофф, Дэвид Наттер и Д. Б. Уайсс | Победа    |